# 桑博亞庫區
7°01′25″S 76°08′07″W / 7.0237°S 76.1352°W
桑博亞庫區（西班牙語：Distrito de Shamboyacu），是秘魯的一個區，位於該國中北部聖馬丁大區的皮科塔省，始建於1965年1月29日，面積415.6平方公里，海拔高度240米，2005年人口5,637，人口密度每平方公里14人。